# Liten rörkaktus
Liten rörkaktus (Cleistocactus candelilla) är en art inom släktet rörkaktusar och familjen kaktusväxter. Arten förekommer i Bolivia.

## Synonymer
Cleistocactus candelilla Cárdenas
Cleistocactus candelilla subsp. piraymirensis (Cárdenas) Mottram
Cleistocactus candelilla var. pojoensis Cárdenas
Cleistocactus ianthinus Cárdenas
Cleistocactus piraymirensis Cárdenas
Cleistocactus pojoensis (Cárdenas) Backeb.
Cleistocactus vallegrandensis Cárdenas